# Maguindanao do Sul
Maguindanao do Sul é um província de  primeira classe de renda da província (d) na região Bangsamoro (BARMM), nas Filipinas. De acordo com o censo de 1 de maio  de  2020 possui uma população de 803 196 pessoas e  domicílios.